# Jordan Horston
Jordan Lynn Horston (ur. 21 maja 2001 w Dallas) – amerykańska koszykarka, występująca na pozycjach rozgrywającej lub rzucającej, od 2023 zawodniczka Seattle Storm w WNBA.
W 2019 wystąpiła w meczach gwiazd amerykańskich szkół średnich McDonald’s All-American, Jordan Brand Classic i Jump 25 Ohio All-Star Classic (2019). W pierwszym z wymienionych została wybrana MVP spotkania. Otrzymała tytuł najlepszej koszykarki szkół średnich stanu Ohio (Gatorade Ohio Player of the Year), zaliczono ją także to I składu Naismith All-American.

## Osiągnięcia
Stan na 5 marca 2024, na podstawie, o ile nie zaznaczono inaczej.

### NCAA
- Uczestniczka rozgrywek:
  - Sweet 16 turnieju NCAA (2022, 2023)
  - II rundy turnieju NCAA (2021–2023)
- Most Outstanding Player (MOP=MVP) turnieju South Point Shootout (2021)
- Zaliczona do:
  - I składu:
    - SEC (2022, 2023)
    - turnieju:
      - SEC (2023)
      - South Point Shootout (2021)

    - SEC First-Year Academic Honor Roll (2020)
    - najlepszych pierwszorocznych zawodniczek SEC (2020)

  - składu honorable mention All-America (2022 przez WBCA, Associated Press, World Exposure Report, 2023 przez WBCA, Associated Press)
- Koszykarka tygodnia:
  - NCAA (22.11.2021 według ESPN)
  - konferencji SEC (30.11.2021)
- Najlepsza pierwszoroczna koszykarka tygodnia konferencji SEC (20.01.2020)

### WNBA
- Zaliczona do I składu debiutantek WNBA (2023)

### Reprezentacja
- Mistrzyni:
  - świata U–17 (2018)
  - Ameryki U–16 (2017)
- MVP mistrzostw świata U–17 (2018)[5]
- Zaliczona do I składu mistrzostw świata U–17 (2018)[5]